# Хоба-Тепе
Хоба-Тепе — наивысшая, центральная часть Берегового хребта вулканического массива Карадаг Крымских гор. Высота — до 440, 440,4 м.

## География
Хоба-Тепе расположен восточнее пгт Курортное и простирается вдоль побережья Чёрного моря. Длина — около 1 км. Представляет из себя асимметрическую моноклинальную гряду с обрывистым приморским (южным) склоном. Верхняя часть обрыва расчленена ущельями, имеет многочисленные гроты и скалы-останцы химерных форм («мёртвый город»). В нижней части обрыва есть несколько полузатопленных гротов (например, Ревучий длиной 70 м). Северо-западный склон укрыт редколесьем из дуба пушистого, граба восточного, боярышника, можжевельника высокого, фисташки туполистой. Хоба-Тепе являет собой тектонический блок из туфов и кератофиров, образованных в результате вулканической деятельности во времена юрского периода. 
Расположен в границах Карадагского природного заповедника.